# 科貝利亞
49°46′31″N 25°36′34″E / 49.77528°N 25.60944°E
科貝利亞（羅馬化：Kobyllia）是位於烏克蘭西部特諾皮爾州特諾皮爾區的村莊，處於赫尼茲代奇納河畔，始建於1734年，面積1.63平方公里，2001年人口802。